# Puya laxa
Puya laxa är en gräsväxtart som beskrevs av Lyman Bradford Smith. Puya laxa ingår i släktet Puya och familjen Bromeliaceae. Inga underarter finns listade i Catalogue of Life.

## Bildgalleri

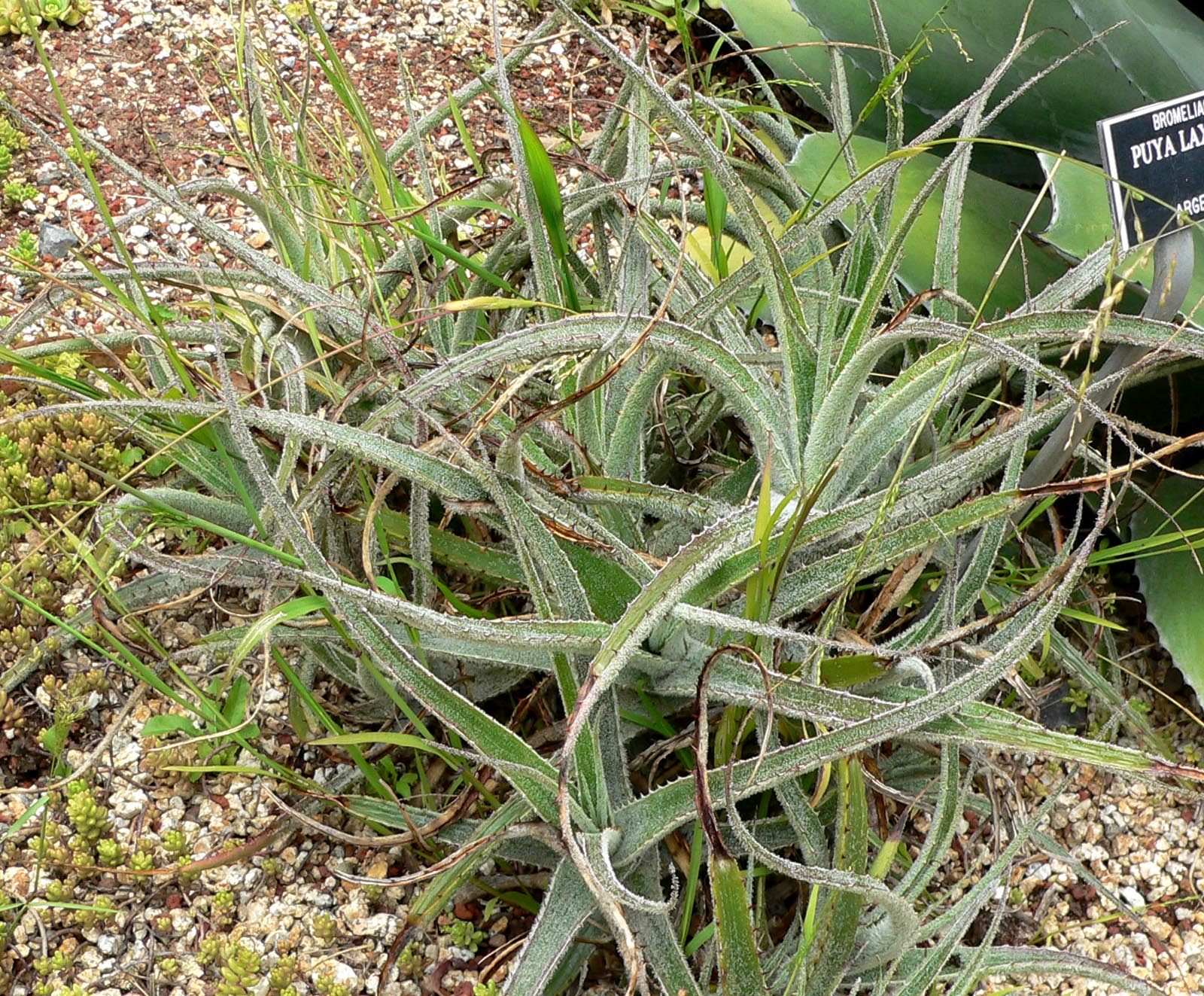
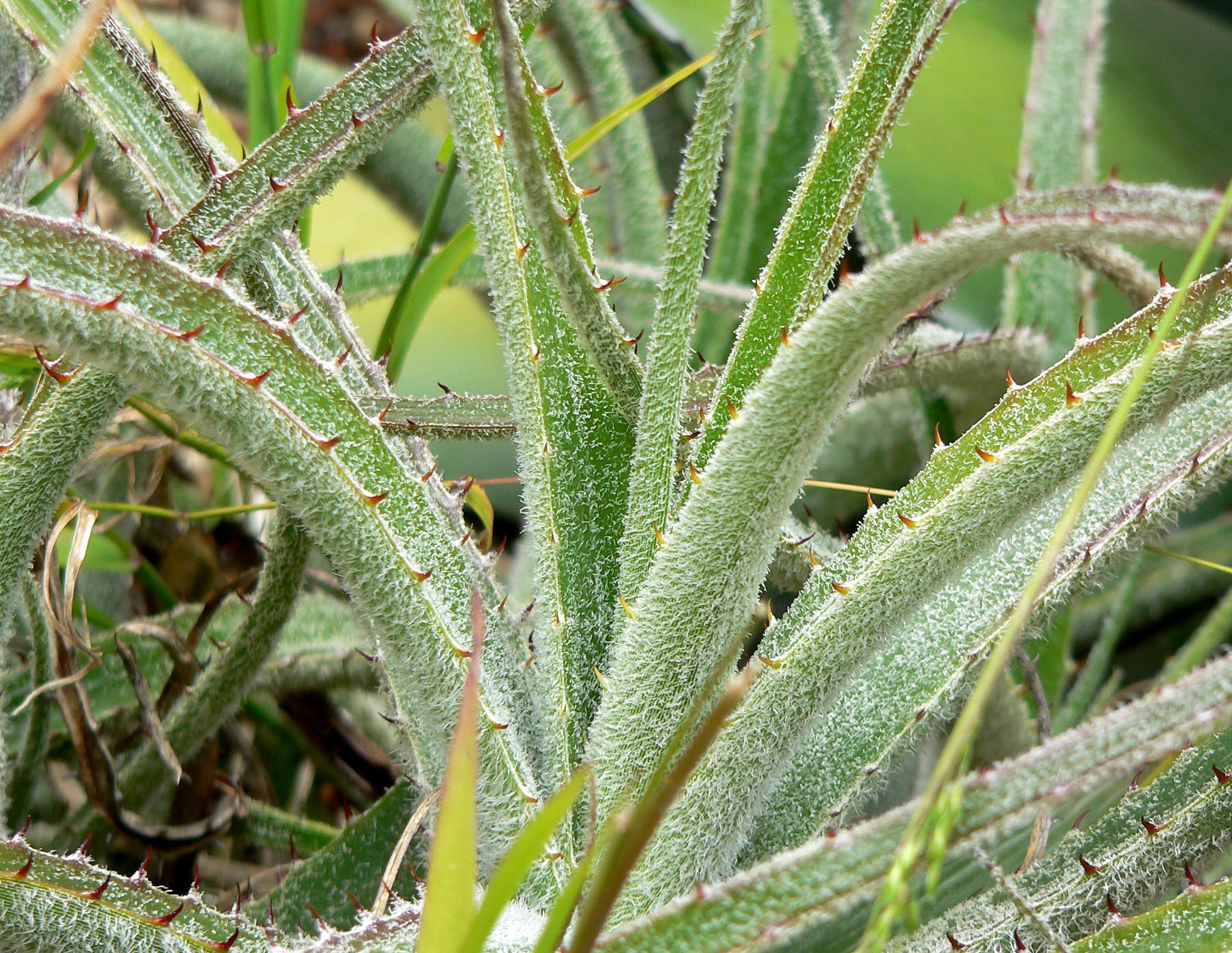
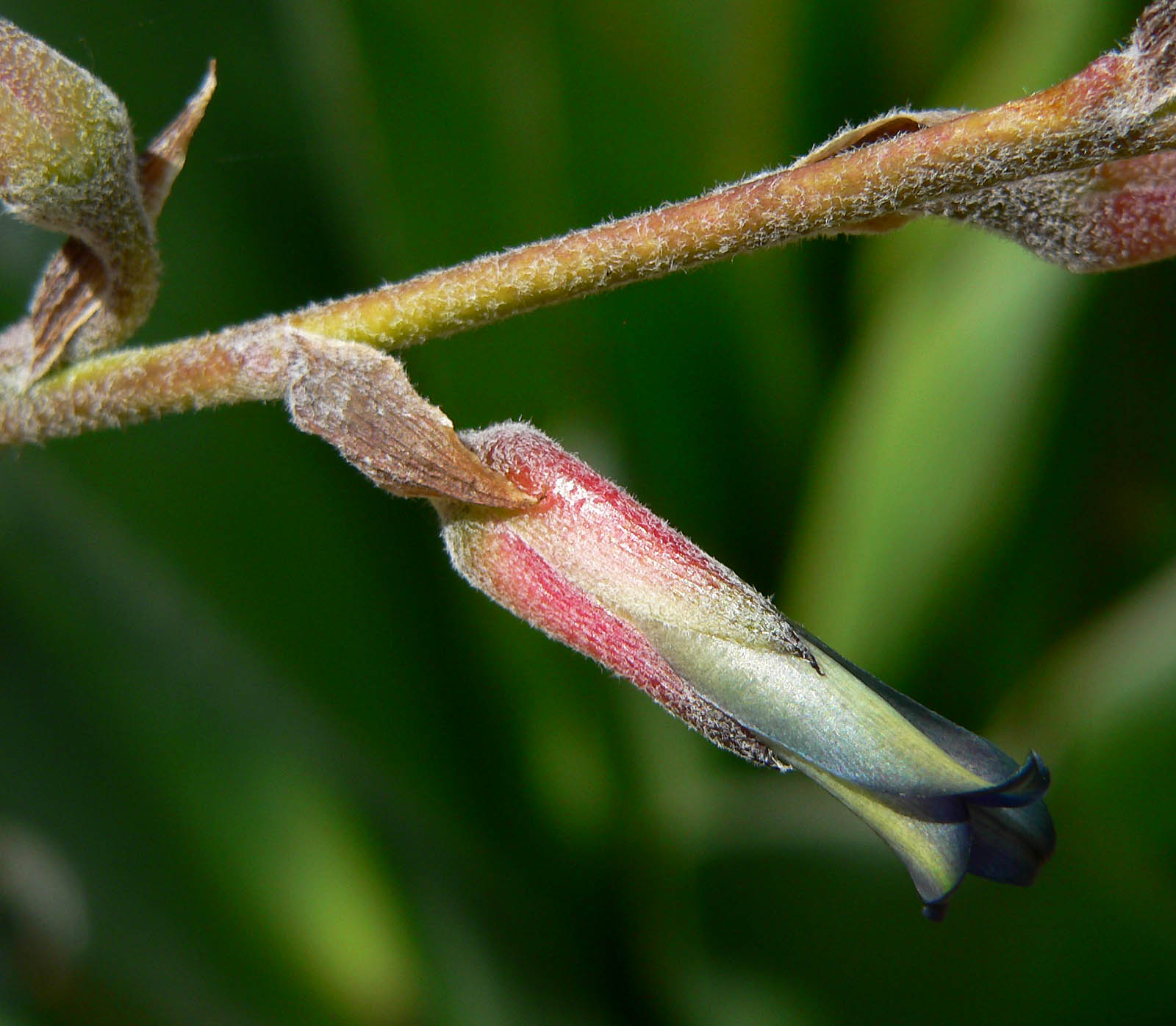
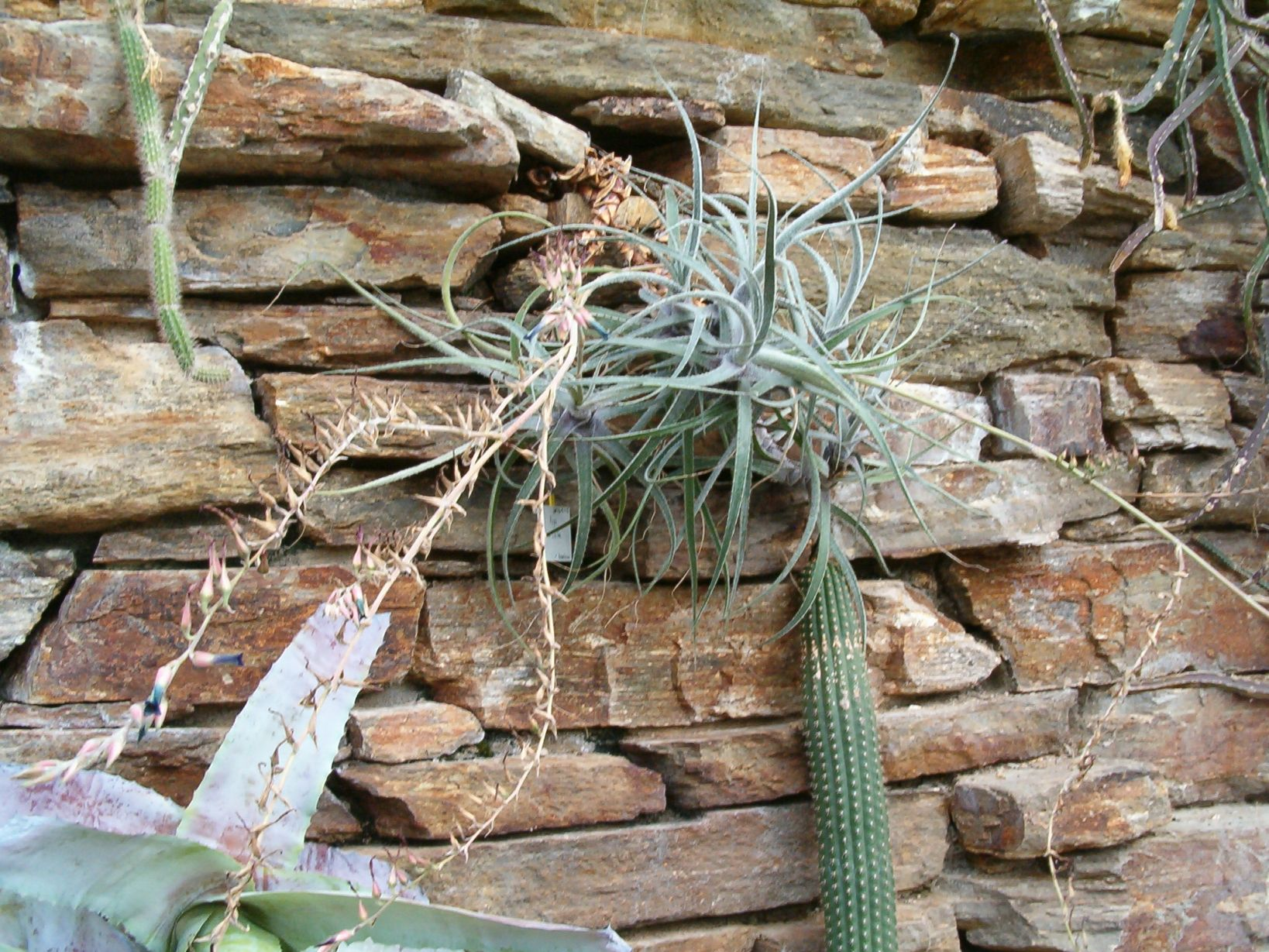
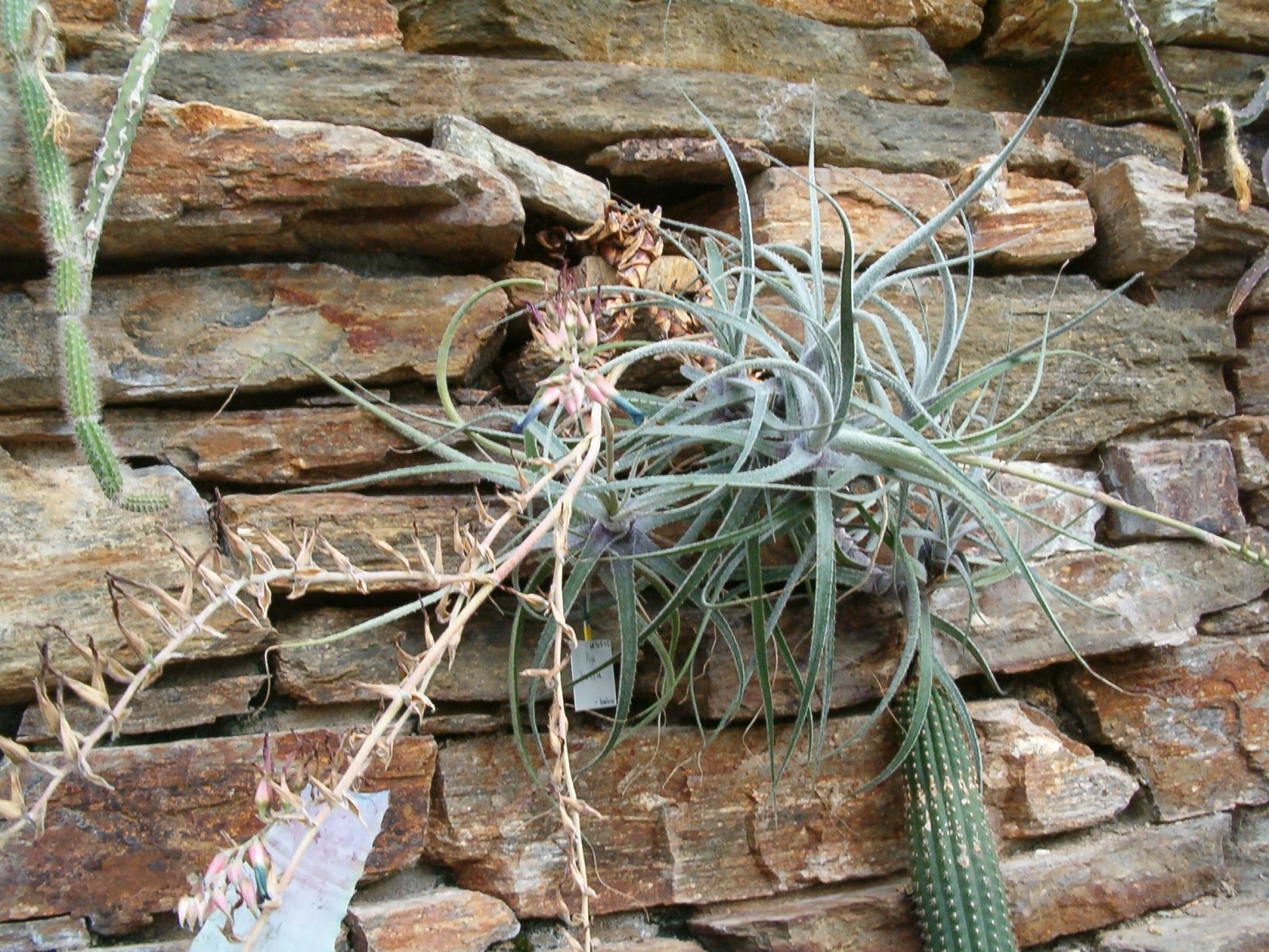
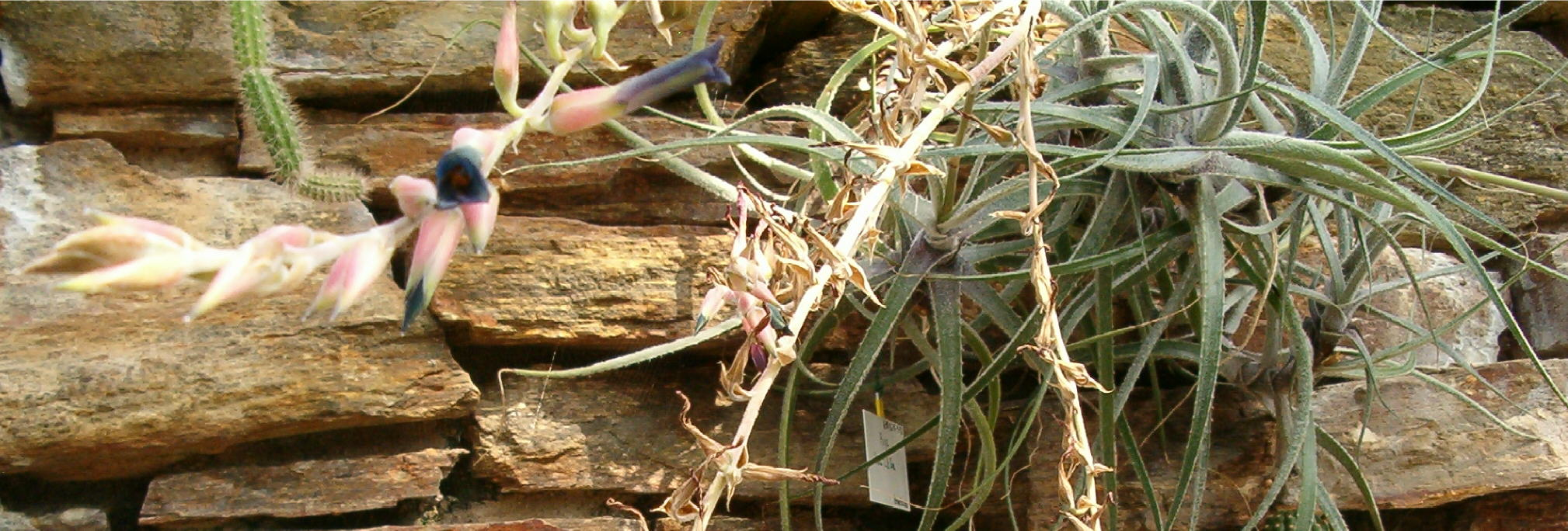